# Casinaria insularis
Casinaria insularis är en stekelart som först beskrevs av Cresson 1865.  Casinaria insularis ingår i släktet Casinaria och familjen brokparasitsteklar. Inga underarter finns listade.